# Château de Gréolières
Le château de Gréolières est un château existant déjà au XIe siècle, à Gréolières. Le château est inscrit au titre des monuments historiques par arrêté du 28 juin 1976.

## Historique
Le château de Gréolières est cité pour la première fois en 1047. Gréolières se trouve sur la route reliant Vence à Castellane.
Le site de Gréolière, Graulieras, appartenait aux vicomtes de Nice et se dressait sur le Bau de Saint Jean, appelé Marjone, face au hameau de Saint-Pons. Les vicomtes de Nice avaient construits  une église et un château. Gréolières n’est alors qu’une « villa » appartenant aux vicomtes de Nice. 
Vers 1070, les vicomtes de Nice abandonnent le château de Majone pour s'établir sur le promontoire de Gréolières.
En 1079, le château de Gréolières est mentionné comme appartenant à un membre de la famille des vicomtes de Nice.
Les comtes de Provence décidèrent à la fin du XIIe siècle de prendre le contrôle de la partie orientale de la Provence en luttant contre l'influence de la république de Gênes et contre l'indépendance de la noblesse locale.
Pour contrôler le château de Gréolières-Basse, le comte de Provence fait construire le château de Hautes Gréolières, vers 1220.
Vers 1230, le comte de Provence a assiégé le château de Basses Gréolières et s’en est emparé. 
En 1235, le Comte de Provence a donné le château de Basses Gréolières à Romée de Villeneuve. Le château est resté dans le patrimoine de ses descendants, les seigneurs de Villeneuve-Vence, jusqu'à la Révolution.
Le château et le village furent pillés en 1385 pendant les affrontements entre les partisans de Charles de Duras et ceux de Louis II d'Anjou.
Pendant les guerres de religion, en 1574, le château est attaqué par des protestants alors que le baron de Vence, Claude de Villeneuve s'y trouvait. La commune de Vence y envoya une compagnie pour reprendre le château de Gréolières
Puis en 1590, pendant les guerres de la Ligue qui ont vu le duc de Savoie Charles-Emmanuel intervenir en Provence, le château attaqué par les troupes du duc de Savoie a reçu 200 boulets et une de ses façades s'est effondrée.
Le château est restauré au début du XVIIe siècle.
Il est de nouveau bombardé pendant la guerre de Succession d'Autriche, en 1747, par les troupes austro-sardes. Il est de nouveau restauré.
À la Révolution il est saisi comme Bien national. 
En 1838, la famille de Vence cède le château à un habitant du village, Jacques Flory pour la somme de 17 000 francs en pièces d'or.